# Hypoxis monanthos
Hypoxis monanthos är en enhjärtbladig växtart som beskrevs av John Gilbert Baker. Hypoxis monanthos ingår i släktet Hypoxis och familjen Hypoxidaceae. Inga underarter finns listade i Catalogue of Life.